# مدرسة خيرية

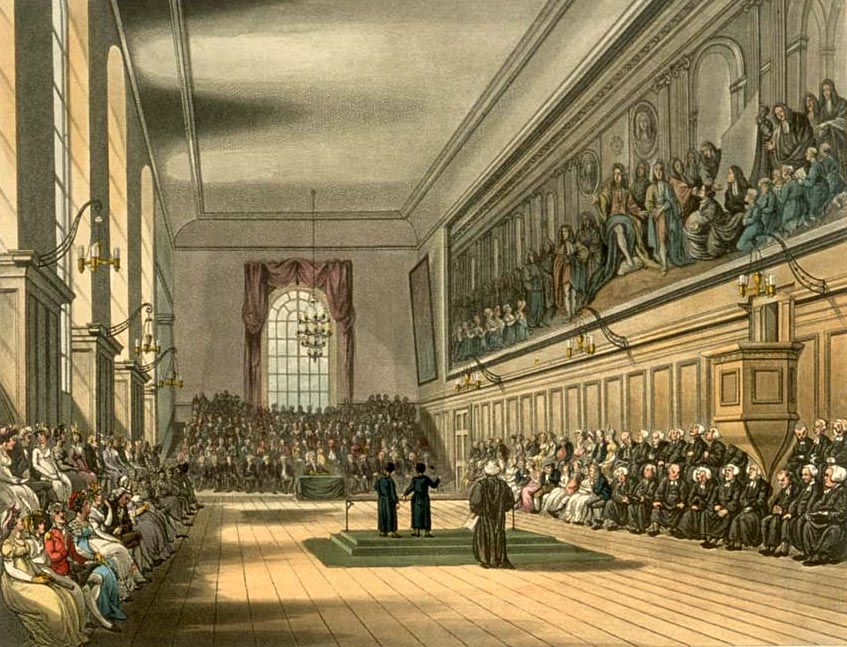
مدرسة معطف أزرق (مستشفى المسيح في لندن) كما رسمها أوغسطس بوجين وتوماس رولاندسون من مطبوعة «عالم لندن المصغر» لرودولف أكرمان (1808-1111). تُظهر الصورة القاعة الكبرى في يوم القديس ماثيو 21 سبتمبر. في الصورة يلقي صبيان كبيران (يطلق هنا عليهم لقب اليونانيين، حصلا على منح دراسية لجامعتي أكسفورد وكامبريدج) خطب مدح للمدرسة أحدهما باللاتينية والآخر بالإنجليزية.

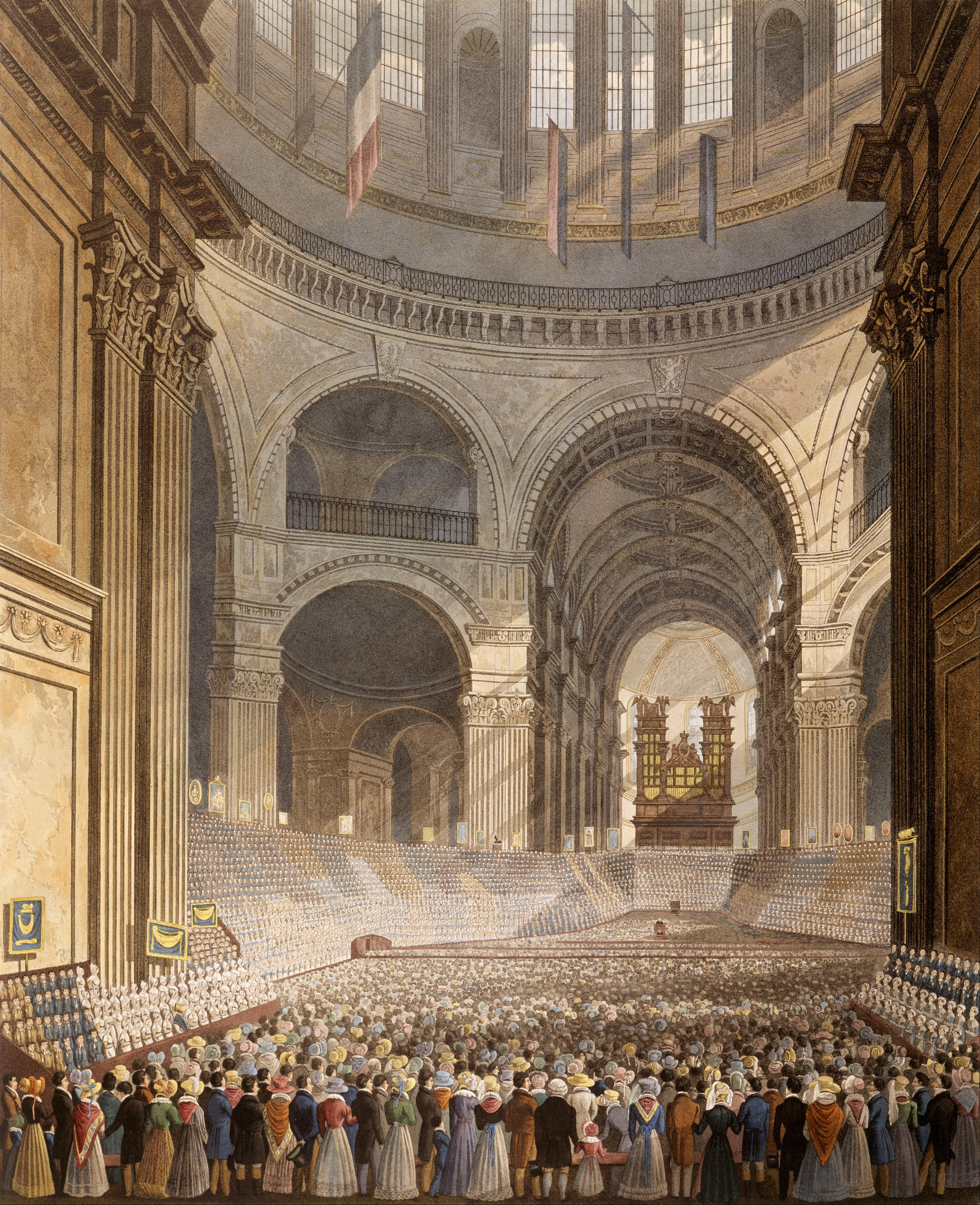
اجتماع الذكرى السنوية لأطفال المدارس الخيرية في كاتدرائية القديس بولس، 1826

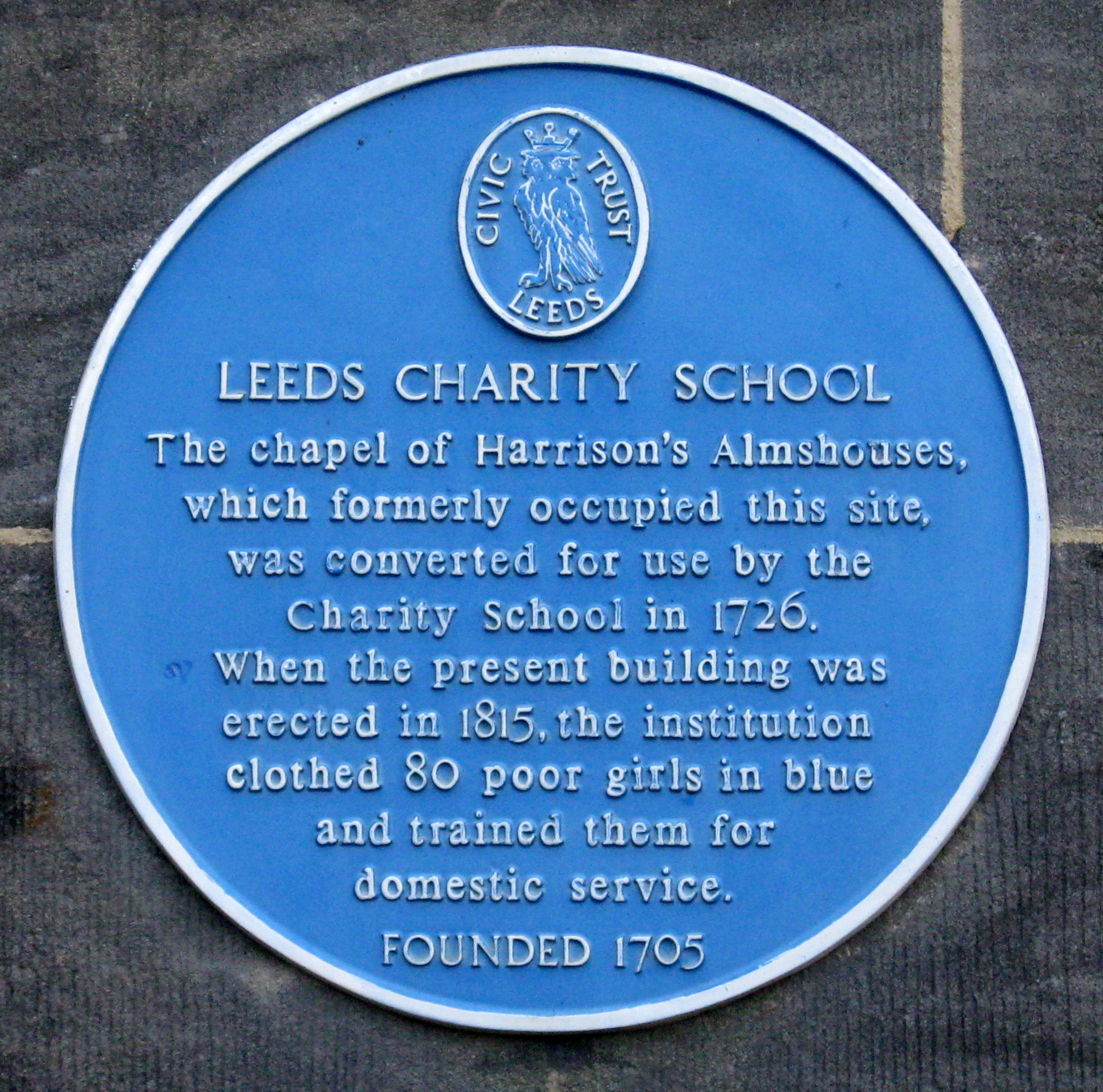
لوحة زرقاء لمدرسة ليدز الخيرية

المدارس الخيرية، وأحيانًا «مدارس المعطف الأزرق» أو «المدرسة الزرقاء»، كانت مدارس دينية وشكلت مرحلة مهمة من تاريخ التعليم في إنجلترا. بنيت وتطورت في مختلف الأبرشيات بالجهود التطوعية للسكان بغرض تعليم الأطفال الفقراء القراءة والكتابة وسائر صنوف الدراسة الأولية. كانت تدعمها المؤسسة الدينية والتي كانت توفر الملابس والتعليم للطلاب مجانًا أو بمبالغ زهيدة. معظم هذه المدارس الخيرية كانت توظف الطلاب في أعمال مختلفة. وبعض هذه المدارس أرسلت عددًا من طلابها للدراسة في الجامعة.
أول ظهور للمدارس الخيرية كان في وايت تشابل في لندن عام 1680 وانتشرت في معظم المناطق الحضرية في إنجلترا وويلز. بحلول عام 1710 كانت إحصائيات المدارس الخيرية في لندن وحولها على النحو التالي: عدد المدارس 88 الأولاد 2181 والبنات 1221؛ الأولاد العاملين 967 والبنات العاملات 407. بحلول القرن التاسع عشر كانت معظم مدارس إنجلترا الابتدائية خيرية.